# الساس
الساس مسلسل مغربي اجتماعي من إنتاج التلفزة المغربية سنة 1998 يحكي قصة موظف بسيط يحلم دائما ببناء منزل يقضي فيه ما تبقى من عمره بعد التقاعد لكن حلمه لن يتحقق بسهولة نظرا لظروفه المادية الصعبة وأيضا لكثرة المشاكل التي تلاحقه وخصوصا عندما يقرر توظيف ابنته الوحيدة مكانه بعد تقاعده كي تساعده على جمع المال من اجل تحقيق حلم بناء المنزل.

## طاقم التمثيل
- عزيز موهوب
- سعاد خيي
- أمينة رشيد
- مليكة العماري
- حبيبة المذكوري
- فاطمة الركراكي
- الهاشمي بنعمر
- محمد خدي
- يوسف آيت منصور
- محمد بن بار
- أحمد الناجي
- فاطمة عاطف
- نعيمة المشرقي
- بنعبد الله الجندي